# Замри-гора
Замри́-гора́ — самая высокая точка Московской области, высота над уровнем моря — 310 метров.
Она расположена возле деревни Шапкино Можайского района. Высшая точка Московской возвышенности. Холм Замри-горы совершенно не крутой, а вершина его больше смахивает на равнину.
В окрестном лесу западнее в паре километров находится истоки реки Москвы. Также рядом с этой местностью берут свое начало реки Протва, Воря, Колочь.
25 ноября 2017 года состоялось торжественное открытие памятного камня «Замри-гора», установленного по инициативе и на средства членов Русского географического общества (Московское областное отделение). Вес камня составляет пять тонн, на нём имеется памятная табличка.